# Броун, Джордж
Джордж Броун (3 июля 1790—27 августа 1865) — английский генерал, участник Крымской войны.

## Биография
Джордж Броун родился 3 июля 1790 года в Элгине.
В 1806 году поступил на военную службу; сражался в Дании, в Испании и в Соединенных Штатах; в 1851 году произведен в генерал-лейтенанты.
В 1854 году во время Крымской войны, был командующим так называемой Лёгкой дивизии, при Альме командовал левым крылом, при Инкермане был ранен и для поправлении здоровья уехал на остров Мальту.
В марте 1855 года он вернулся в Крым и командовал экспедиционным корпусом, который, вместе с флотом под начальством Лайонса, 24 и 25 мая занял Керчь и Еникале. 18 июня он действовал при неудавшемся штурме редана; вернулся затем в Англию и в 1860 году был назначен главнокомандующим в Ирландии.
В 1865 году вышел в отставку и умер 27 августа того же года.
Награды
- Рыцарь Большого креста ордена Бани (1855)
- Рыцарь-командор ордена Бани (1852)
- Рыцарь ордена Бани (1838)
- Рыцарь Королевского Гвельфского ордена (1831)
- Кавалер Большого креста ордена Почётного легиона (16 июня 1856, Франция)